# Stosunki polsko-kambodżańskie

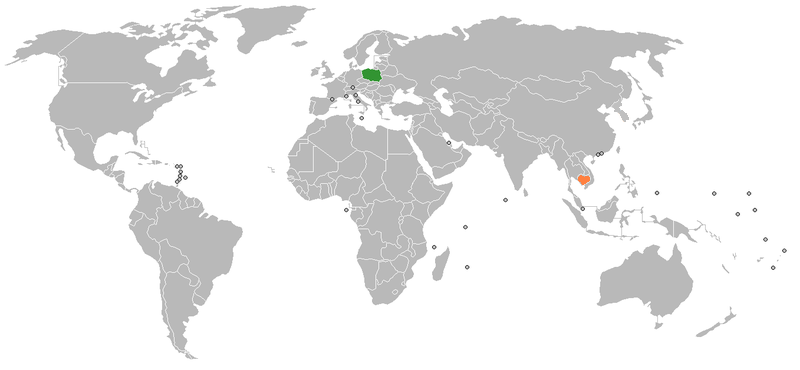
Położenie Polski i Kambodży na mapie świata

Stosunki polsko-kambodżańskie – relacje międzynarodowe łączące Polskę i Kambodżę.
Rzeczpospolita Polska i Królestwo Kambodży w 2006 obchodziły 50. rocznicę nawiązania stosunków dyplomatycznych. Przez ten czas obustronna współpraca nigdy nie była intensywna. Do dzisiaj spośród państw regionu Azji Południowo-Wschodniej kontakty Polski z Kambodżą pozostają jednymi z najmniej rozwiniętych.

## Historia
Prawdopodobnie pierwszym Polakiem odwiedzającym tereny dzisiejszej Kambodży był polski jezuita Wojciech Męciński, który wyruszył w 1638 z Makau na misję do Indochin. Kolejnym znanym przypadkom obecności Polaków w tym rejonie dało początek zajęcie Indochin przez Francję i utworzenie z Kambodży francuskiej kolonii w 1864. W tamtym czasie wielu Polaków służyło w Legii Cudzoziemskiej, jak też w regularnej armii francuskiej, pozostawiając po sobie spisane w czasie służby wspomnienia. Znalazł się także Polak (Antoni Kłobukowski) we francuskiej administracji kolonialnej, który opublikował później kilka prac antropogeograficznych dotyczących tego rejonu.

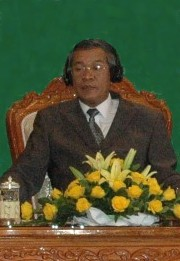
Hun Sen – premier Kambodży od 1985

W 1954 Polska została członkiem Międzynarodowej Komisji Nadzoru w Kambodży, która miała dopilnować wprowadzenia w życie postanowień konferencji genewskiej. Oficjalne stosunki dyplomatyczne Polska i Kambodża nawiązały 24 stycznia 1956. Początkowo działało poselstwo, które 22 lipca 1962 zostało przekształcone w ambasadę PRL w Phnom Penh. Po przejęciu władzy w Kambodży przez generała Lon Nola w 1970, ranga placówki została obniżona, kierowali nią chargé d’affaires w randze I lub II sekretarza. Gdy w 1975 władzę przejął reżim Pol Pota polscy dyplomaci wyjechali i wrócili dopiero po jego obaleniu w 1979. W latach 80. nastąpiła wymiana kilku ważniejszych wizyt, nie pociągających za sobą jednak zawierania ważnych umów dotyczących współpracy.
Po upadku komunizmu w Polsce i w Kambodży w 1989, Polska była zaangażowana w proces demokratyzacji Kambodży. 15–16 stycznia 1990 w Paryżu odbyła się konferencja z udziałem stałych członków Rady Bezpieczeństwa ONZ, podczas której zapowiedziano zorganizowanie w Kambodży wolnych wyborów pod nadzorem ONZ. Zorganizowaniem i nadzorowaniem tych wyborów miał się zająć Program Wolontariuszy Narodów Zjednoczonych. W 1992 15 wolontariuszy polskich współorganizowało i nadzorowało pierwsze demokratyczne wybory w Kambodży. Od października 1991 do marca 1992 działała w Kambodży Misja Przygotowawcza Organizacji Narodów Zjednoczonych w Kambodży (UNAMIC), w której brało udział dwóch Polaków.
Od marca 1992 do września 1993 w Kambodży działała Tymczasowa Administracja Organizacji Narodów Zjednoczonych w Kambodży (UNTAC). W porozumieniu z ONZ i w ramach działania Tymczasowej Administracji Organizacji Narodów Zjednoczonych w Kambodży, w grudniu 1991 polscy żołnierze zostali przydzieleni do udziału w misji kambodżańskiej zakończonej jesienią 1993. Łącznie personel polski uczestniczący w misji UNTAC liczył 1254 żołnierzy i cywilów.
W 2005 Kambodża otworzyła w Polsce ambasadę regionalną na Europę Środkowo-Wschodnią, która działała do 31 grudnia 2008. Zgodnie z decyzją ministra spraw zagranicznych RP Ambasada RP w Phnom Penh została zamknięta 30 września 2008. Obecnie Królestwo Kambodży nie posiada placówki dyplomatyczno-konsularnej w Polsce, a Kambodża należy do właściwości terytorialnej ambasady RP w Bangkoku.

## Ważniejsze wizyty
- czerwiec 1969 – wizyta w Polsce ministra spraw zagranicznych Kambodży Norodom Phurissara
- styczeń 1980 – wizyta w Polsce ministra handlu Kambodży Taing Sarimem
- listopad 1983 – wizyta ministra spraw zagranicznych PRL w Kambodży
- sierpień 1984 – wizyta w Polsce premiera Kambodży Chan Si
- listopad 1984 – wizyta delegacji Sejmu PRL z wicemarszałkiem Zbigniewem Gertychem w Kambodży
- marzec 1985 – wizyta ministra informacji i kultury Kambodży, Chheng Phon
- kwiecień 1985 – wizyta w Kambodży delegacji Komitetu Centralnego Polskiej Zjednoczonej Partii Robotniczej
- czerwiec 1985 – wizyta w Polsce ministra zdrowia Kambodży, Yith Kim Seng
- październik 1985 – w V Zjeździe komunistycznej Ludowo-Rewolucyjnej Partii Kampuczy (LRPK) w Phnom Penh uczestniczyła delegacja KC PZPR
- styczeń 1986 – w Phnom Penh przebywała delegacja rządowa PRL z wicepremierem Manfredem Gorywodą
- lipiec 1987 – oficjalną wizytę w Polsce złożyła delegacja partyjno-państwowa Kambodży (Kampuczy) z sekretarzem generalnym LRPK, przewodniczącym Rady Państwa Hengiem Samrinem, która podpisała konwencję kulturalną oraz umowę o cywilnej komunikacji lotniczej
- 1994 – wizyta wicepremiera i ministra spraw zagranicznych Kambodży w Polsce
- 2004 – konsultacje wiceministrów spraw zagranicznych w Phnom Penh
- styczeń 2005 – wizyta w Polsce wicepremiera i ministra spraw zagranicznych Kambodży Hor Namhonga[4][5]

## Prawno-traktatowe podstawy relacji

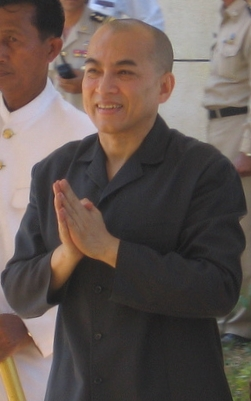
Norodom Sihamoni – król Kambodży od 2004

### Konwencja konsularna
Konwencja konsularna między PRL a Ludową Republiką Kampuczy podpisana 23 lipca 1987.
Jest to podstawowy dokument normujący stosunki polsko-kambodżańskie. Reguluje ona kwestie:
- ustanawiania urzędów konsularnych oraz mianowania urzędników i pracowników konsularnych
- ułatwienia, przywileje i immunitety
- funkcje konsularne

### Pozostałe umowy
- Umowa o współpracy naukowej i technicznej między Rządem PRL a Rządem Królewskim Kambodży[7] podpisana 17 grudnia 1957 w Phnom Penh. Zawarta na okres 3 lat z możliwością jej przedłużenia. Zakładała wzajemne ułatwienia w dostępie do osiągnięć naukowo-technicznych obu krajów poprzez wymianę dokumentacji, specjalistów oraz w ramach stypendiów naukowych. Obecnie umowa ta nie obowiązuje.
- Umowa między Rządem PRL a Rządem LR Kampuczy w sprawie utworzenia Polsko-Kampuczańskiej Komisji Współpracy Gospodarczej i Naukowo-Technicznej[8] podpisana 19 lutego 1987 w Phnom Penh. Zakłada ona utworzenie komisji, której zadaniem jest badanie możliwości rozwoju współpracy gospodarczej pomiędzy obydwoma krajami, wspieranie tego rozwoju i dążenie do jego intensyfikacji. Komisja składająca się z sekcji kambodżańskiej i polskiej ma spotykać się przynajmniej raz do roku. Umowa została podpisana na czas nieokreślony i obowiązuje nadal.
- Umowa między Rządem PRL a Rządem Ludowej Republiki Kampuczy o cywilnej komunikacji lotniczej[9] podpisana 23 lipca 1987.

## Współpraca polityczna
Współpraca polityczna pomiędzy RP a Królestwem Kambodży jest bardzo ograniczona. Poparła ona Polską kandydaturę do Rady Praw Człowieka ONZ, oraz zadeklarowała poparcie kandydatury polskiej do Rady Bezpieczeństwa ONZ na lata 2010–2011. Polska zadeklarowała poparcie dla Kambodży w Radzie Bezpieczeństwa ONZ na lata 2013–2014.
W latach 2004, 2006 i 2007 odbyło się kilka wizyt parlamentarzystów i pracowników kancelarii parlamentów w Kambodży.

## Współpraca gospodarcza
Współpraca gospodarcza Polski i Kambodży ogranicza się do mało intensywnych kontaktów handlowych. Brak po obu stronach inwestycji zagranicznych, które by mogły ten stan rzeczy zmienić (według danych NBP brak inwestycji bezpośrednich w latach 1996–2008). Obroty handlowe powoli wzrastają, jednak pozostają nadal na bardzo niskim poziomie. Obroty handlowe wynosiły w 2006 ok. 22 mln USD, 17,4 mln w 2007 i 52,5 mln w 2008. Zgodnie z polskimi danymi w ciągu pierwszych 9 miesięcy 2009 obroty wyniosły ok. 45,7 mln dolarów (eksport z Polski ok. 4,2 mln a import ok. 41,5 mln). Eksportujemy do Kambodży głównie żywność, importujemy natomiast artykuły włókiennicze i obuwnicze. Dane kambodżańskie ukazują znacznie niższe wartości wymiany handlowej z Polską (za 2008 podają eksport do Polski za 600 tysięcy dolarów i import z Polski za 211 tysięcy).

### Dostęp do rynku kambodżańskiego
Kambodża realizuje politykę otwartych drzwi w odniesieniu do eksportu. Władze starają się wprowadzać atrakcyjne warunki inwestowania w swoim kraju. W marcu 2003 r. Zgromadzenie Narodowe Kambodży przyjęło Poprawkę do Ustawy o Inwestycjach (z sierpnia 1994), dzięki czemu realizacja Bezpośrednich Inwestycji Zagranicznych została znacznie uproszczona. Za zarządzanie inwestycjami zagranicznymi w Kambodży odpowiada Rada Rozwoju Kambodży, utworzona w 1994. Inwestorzy zagraniczni mają także swobodny dostęp do uczestnictwa w procesie prywatyzacyjnym.
Pomiędzy Polską a Kambodżą nie istnieją przypadki współpracy regionalnej i współpracy samorządowej.
Przepisy z 1994 zezwalają na zatrudnienie obcokrajowców w firmach kambodżańskich, jeśli firmy te nie mogą znaleźć pracownika w swoim kraju, jednak procedury są bardzo skomplikowane. Znacznie prostsze są w przypadku zagranicznych firm zatrudniających obcokrajowców na stanowiskach kierowniczych i eksperckich, lub w przypadku zatrudnienia w organizacjach międzynarodowych i pozarządowych.
Zabronione jest w Kambodży nabywanie ziemi przez obcokrajowców. Podstawową formą użytkowania ziemi przez obcokrajowców jest dzierżawa na maksymalnie 99 lat.

## Współpraca militarna
W całej swojej historii Polska i Kambodża nie nawiązały bezpośredniej dwustronnej współpracy na polu militarnym. Jedynymi przypadkami kontaktu polskich żołnierzy z Kambodżą było uczestnictwo Polski w Międzynarodowej Komisji Nadzoru w Kambodży od 1954, oraz w latach 1992–1993 udział w misji pokojowej UNTAC z ramienia ONZ.

## Współpraca kulturalna, naukowa i techniczna
W latach 1985–1993 polscy konserwatorzy z Pracowni Konserwacji Zabytków zabezpieczyli wielki (2190 m²) zespół malowideł ściennych z lat 1904–1905 wokół Srebrnej Pagody w królewskim pałacu w Phnom Penh, a w 1990 przeprowadzili badania archeologiczne i prace architektoniczno-zabezpieczające w świątyni Bajon w zespole Angkor.

## Pomoc polska dla Kambodży
Pomoc ze strony Polski dla Kambodży jest realizowana w formie małych grantów. W latach 2001–2009 strona polska wybudowała w Kambodży dwie szkoły.
W 2009 ze środków polskiego programu pomocy rozwojowej sfinansowano zakup 31 zestawów komputerowych oraz sprzętu biurowego dla Senatu Królestwa Kambodży.

## Ciekawostki
- Jedna z ulic w stolicy Kambodży nazywa się „Bulwar Rzeczypospolitej Polskiej”[17].
- W 2006 Polka Agnieszka Klonowiecka-Milart została sędzią ad hoc, a w 2010 stałą sędzią Trybunału Narodów Zjednoczonych ds. osądzenia zbrodni popełnionych w Kambodży przez reżim Czerwonych Khmerów[18].